# Atribis
| Hwt | t · pr | tA · Hr · ib | t · niwt |

| Hwt | t · pr | tA · Hr · ib | t · niwt |

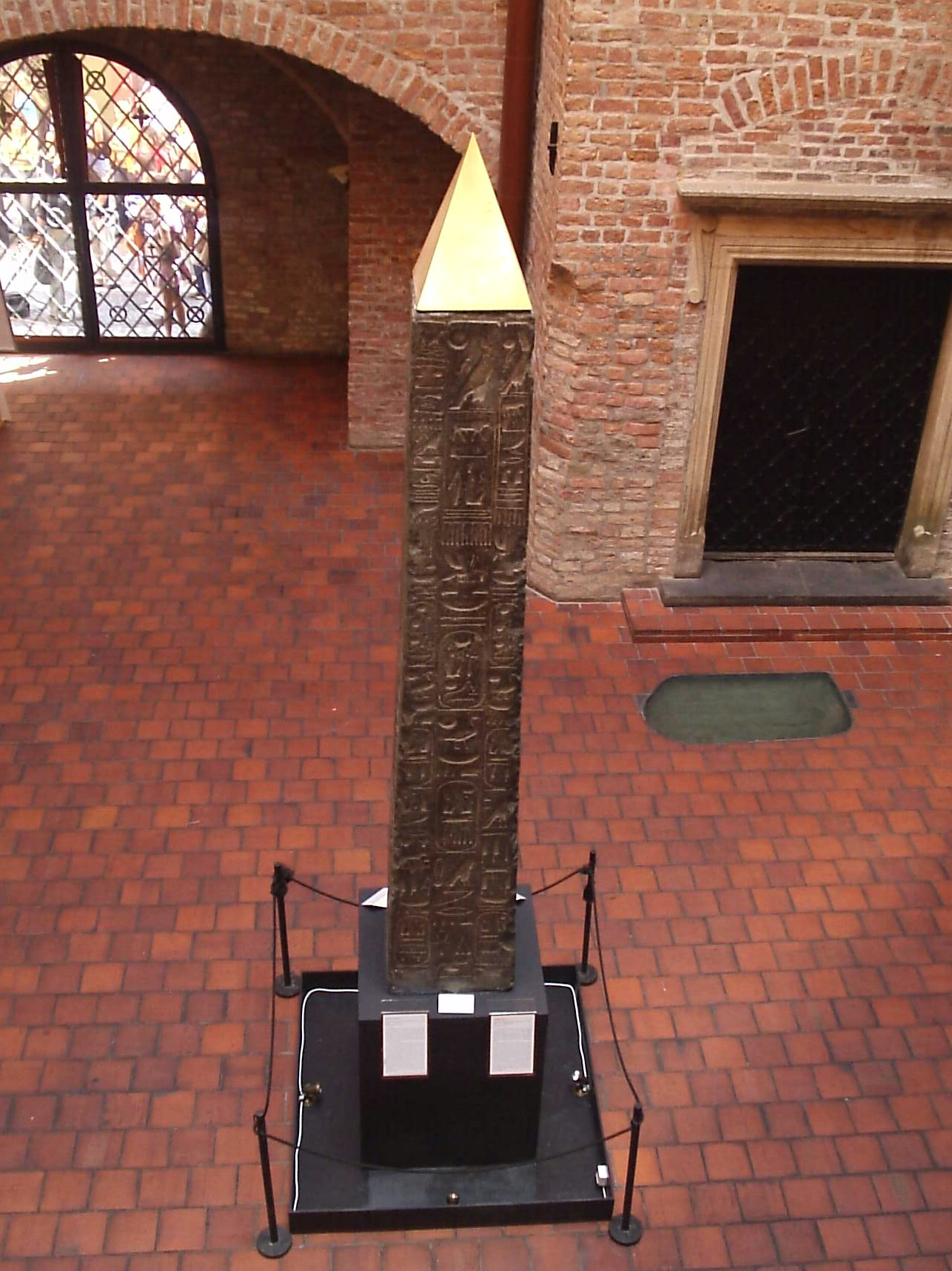
Obelisco de Ramsés II, Museo de Poznan.

Atribis, nombre helenizado de la antigua ciudad que fue capital del X nomo del Bajo Egipto. Es también conocida como "El Gran Toro Negro".
Este yacimiento, conocido por los arqueólogos como Tell Atrib, se encuentra justo al noreste de la ciudad de Banha, en la colina de Kom Sidi Yusuf. La ciudad se encuentra a unos 40 kilómetros al norte de El Cairo, en la orilla oriental del brazo del Nilo Damieta. 
Estuvo ocupada principalmente durante las épocas ptolemaica, romana y bizantina.
La divinidad venerada en Atribis fue Jentejtai, dios cocodrilo asimilado posteriormente a Horus.

## Nombres
- Nombre egipcio: Hut Heryib o Hut Ta-heryibt.
- Nombre griego: Ἄθλιβις o Ἀθάρραβις: Athribis.
- Nombre copto: Ⲁⲑⲣⲏⲃⲓ: Athrebi.
- Nombre árabe: Tell Atrib.

## Restos arqueológicos
- El faraón Ramsés II erigió varios obeliscos; uno de ellos, restaurado, se encuentra en el Museo Arqueológico de Poznan, en Polonia;
- la tumba de la reina Tajut, esposa de Psamético II;
- un templo erigido por el faraón Ahmose II;
- varios templos del periodo griego y romano;
- la ciudad grecorromana.